# Boussens VD
| VD ist das Kürzel für den Kanton Waadt in der Schweiz. Es wird verwendet, um Verwechslungen mit anderen Einträgen des Namens Boussens zu vermeiden. |

Boussens ([busɑ̃], frankoprovenzalisch [buˈsɛː]) ist eine politische Gemeinde im Distrikt Gros-de-Vaud des Kantons Waadt in der Schweiz.

## Geographie
Boussens liegt auf 594 m ü. M., 11 km nordnordwestlich der Kantonshauptstadt Lausanne (Luftlinie). Das Dorf erstreckt sich auf der Hochfläche im Gros de Vaud, im Waadtländer Mittelland, östlich des Tals der Venoge.
Die Fläche des 3,1 km² grossen Gemeindegebiets umfasst einen Abschnitt der leicht gewellten Hochfläche des Gros de Vaud, der Kornkammer des Kantons Waadt. Der grösste Teil des Gemeindebodens wird von der Ebene östlich des Dorfes eingenommen. Nach Osten reicht das Gebiet in den Wald Bois Lovet mit dem Sumpfgebiet Grand-Marais, in dem früher Torf gestochen wurde, ganz im Norden befindet sich das Feuchtgebiet Lac Coffy. Die Südgrenze verläuft entlang des Waldes Bois du Dévin, dem Quellgebiet der Chamberonne. Der höchste Punkt von Boussens wird mit 613 m ü. M. auf der Anhöhe westlich des Dorfes erreicht. Von der Gemeindefläche entfielen 1997 6 % auf Siedlungen, 14 % auf Wald und Gehölze und 80 % auf Landwirtschaft.
Zu Boussens gehören die Weiler Chevrine (604 m ü. M.) nördlich des Dorfes und Grange aux Aguet (587 m ü. M.) in der Ebene. Die Nachbargemeinden von Boussens sind im Südwesten Sullens, im Westen Bournens, im Norden Bettens, im Nordosten Assens, im Osten Etagnières und im Süden Cheseaux-sur-Lausanne.

## Bevölkerung
Mit 1023 Einwohnern (Stand 31. Dezember 2023) gehört Boussens zu den kleineren Gemeinden des Kantons Waadt. Von den Bewohnern sind 93,1 % französischsprachig, 3,1 % deutschsprachig und 1,2 % englischsprachig (Stand 2000). Die Bevölkerungszahl von Boussens belief sich 1850 auf 158 Einwohner, 1900 auf 147 Einwohner. Nach 1960 (137 Einwohner) setzte eine rasante Bevölkerungszunahme mit einer Verfünffachung der Einwohnerzahl innerhalb von 40 Jahren ein.

## Wirtschaft
Boussens war bis in die zweite Hälfte des 20. Jahrhunderts ein vorwiegend durch die Landwirtschaft geprägtes Dorf. Noch heute hat der Ackerbau eine gewisse Bedeutung in der Erwerbsstruktur der Bevölkerung. Weitere Arbeitsplätze sind im lokalen Kleingewerbe und vor allem im Dienstleistungssektor vorhanden (Maschinenbau, Informatik, Weinhandlung). In den letzten Jahrzehnten hat sich das Dorf zu einer Wohngemeinde entwickelt. Neue Wohnquartiere entstanden am Südrand des Dorfes sowie zwischen Boussens und Chevrine. Viele Erwerbstätige sind deshalb Wegpendler, die hauptsächlich im Grossraum Lausanne arbeiten.

## Verkehr
Die Gemeinde ist verkehrstechnisch gut erschlossen. Sie liegt an einer Hauptstrasse von Lausanne via Cheseaux-sur-Lausanne nach Orbe. Der Autobahnanschluss Cossonay an der 1981 eröffneten A1 (Lausanne-Yverdon) ist rund 3 km vom Ort entfernt. Durch den Postautokurs, der von Cossonay nach Cheseaux-sur-Lausanne verkehrt, ist Boussens an das Netz des öffentlichen Verkehrs angebunden.

## Geschichte
Die erste urkundliche Erwähnung des Ortes erfolgte 1177 unter dem Namen Bussens, 1223 erschien die Bezeichnung Bossens. Der Ortsname geht auf den burgundischen Personennamen Busso zurück und bedeutet bei den Leuten des Busso. Im Mittelalter unterstand Boussens der Herrschaft Cossonay. Das Gebiet um Grange aux Aguets gehörte der Zisterzienserabtei Montheron.
Mit der Eroberung der Waadt durch Bern im Jahr 1536 kam Boussens unter die Verwaltung der Vogtei Morges. Nach dem Zusammenbruch des Ancien Régime gehörte das Dorf von 1798 bis 1803 während der Helvetik zum Kanton Léman, der anschliessend mit der Inkraftsetzung der Mediationsverfassung im Kanton Waadt aufging. 1798 wurde Boussens zunächst dem Bezirk Echallens zugeteilt, 1803 kam es an den Bezirk Cossonay.

## Sehenswürdigkeiten
Das Herrenhaus von Boussens wurde 1670 durch die Familie de Saussure erbaut, welche die Dorfherrschaft von 1581 bis 1798 innehatte.